# 로저 유언
로저 유안(Roger Yuan, 1961년 1월 25일 ~ )은 미국의 배우, 스턴트 배우이다.
로스앤젤레스에서 태어났다.

## 영화
- 와호장룡 - 운명의 검 (2016년)
- 일대고수 (2013년)
- 찬드니 초우크 투 차이나 (2009년)
- 블랙 다이너마이트 (2009년)
- 5계명 (2008년) - Z 역
- 뱀파이어 3 (2005년)
- 시리아나 (2005년)
- 배트맨 비긴즈 (2005년)
- 카우 삼총사 (2004년)
- 방탄승 (2003년) - 사부 역
- 레드 스카이 (2002년) - 자오 로 역
- 싸일런트 포스 (2001년)
- 상하이 눈 (2000년) - 로 퐁 역
- 레드 코너 (1997년) - 후안 밍루 역
- 황비홍 6: 서역웅사 (1997년) - 딕 역
- 시티 레인져 (1993년)
- 아메리칸 스트리트파이터 (1992년)
- 분노의 집행자 (1992년)
- 철인 무적 (1991년)
- 아메리칸 킥복서 (1991년)
- 리틀 도쿄 (1991년)